# Interstate Commerce Commission

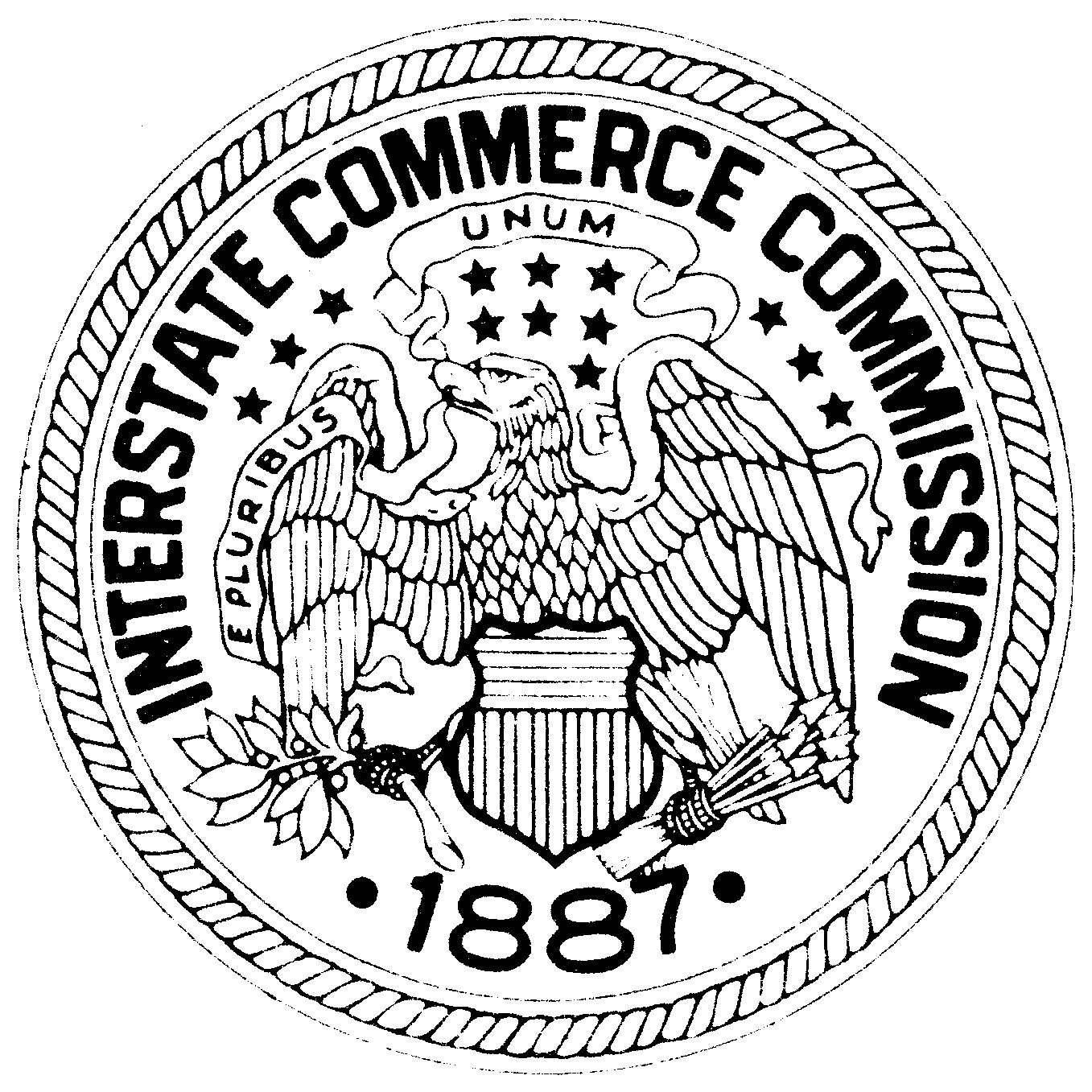
Sigillet för Interstate Commerce Commission

Interstate Commerce Commission var en tillsynsmyndighet i USA som skapades 4 februari 1887 via Interstate Commerce Act of 1887. Myndighetens ursprungliga syfte var att reglera järnvägar och senare trailertransportsystem. Syftet var att säkerställa rättvisa priser, eliminera prisdiskriminering och reglera andra aspekter av transporter, däribland kollektivtrafik med buss mellan stater samt telekomföretag. Myndigheten upplöstes 1 januari 1996 och dess återstående funktioner överfördes till Surface Transportation Board.
Kommissionens fem ledamöter utsågs av USA:s president med samtycke av den amerikanska senaten. Interstate Commerce Commission var den första av flera oberoende organ i USA.